# Ecgberht II av Northumbria
Ecgberht II av Northumbria, död efter 883, var en engelsk monark. Han var kung av norra Northumbria i Bamburgh 876–883. 